# Сорго звичайне
Сорго звичайне, турецьке просо, дурра, сірак, велике просо, венікове кукурудза, гвінейська кукурудза, дурра, імфі, джовар, або майло (араб. durra — «перлина») — вид трав'янистих однорічних рослин роду сорго родини злакових, який культивують заради зерна. Зерно використовується людьми як їжа, тоді як рослина використовується для корму тварин та виробництва етанолу. Сорго походить з Африки та широко культивується в тропічних і субтропічних регіонах.
Сорго є п'ятою за важливістю зерновою культурою у світі після рису, пшениці, кукурудзи та ячменю. Сорго, як правило, однорічна культура, але деякі сорти є багаторічними. Він росте кущами, які можуть сягати понад 4 метри заввишки. Зерно невелике, від 2 до 4 міліметрів в діаметрі. Цукрове сорго — це сорт, який вирощують на корм, для виробництва сиропу та етанолу. Вони вищі, ніж ті, що вирощуються на зерно.

## Опис
Сорго — це велика міцна трава, яка виростає до 2,4 метра заввишки. У нього великі кущисті квіткові головки або волоті, з яких отримують їстівне крохмалисте зерно, що містить до 3 000 насінин у кожній квітковій головці. Сорго вирощують у теплому кліматі в усьому світі як продовольчу та кормову рослину. Сорго походить з Африки й має багато культурних форм. Здебільшого вирощують однорічні сорти, але деякі дикі види сорго є багаторічними; Інститут землі намагається вивести багаторічний сорт для «багаторазових, достатніх врожаїв зерна без повторного посіву». Назва сорго походить від італійського sorgo, яке, своєю чергою, найімовірніше, походить від середньовічного латинського слова surgim або suricum, яке з'явилося в XII столітті. Воно, своєю чергою, може походити від латинського syricum, що означає «[трава] з Сирії».

## Ареал
Сорго походить з Африки й широко розповсюджене там, а також в Америці, Азії та Європі в більш сухих, теплих і помірних кліматичних регіонах як кормова трава.
Теплолюбна і морозостійка рослина невибаглива до ґрунту, але уникає перезволоження і холодних ґрунтів. Ідеальними є глибокі (піщані) суглинисті ґрунти. Вираженій посухостійкості сорго сприяє його здатність переривати ріст під час посухи та відновлювати його пізніше.

## Культивування

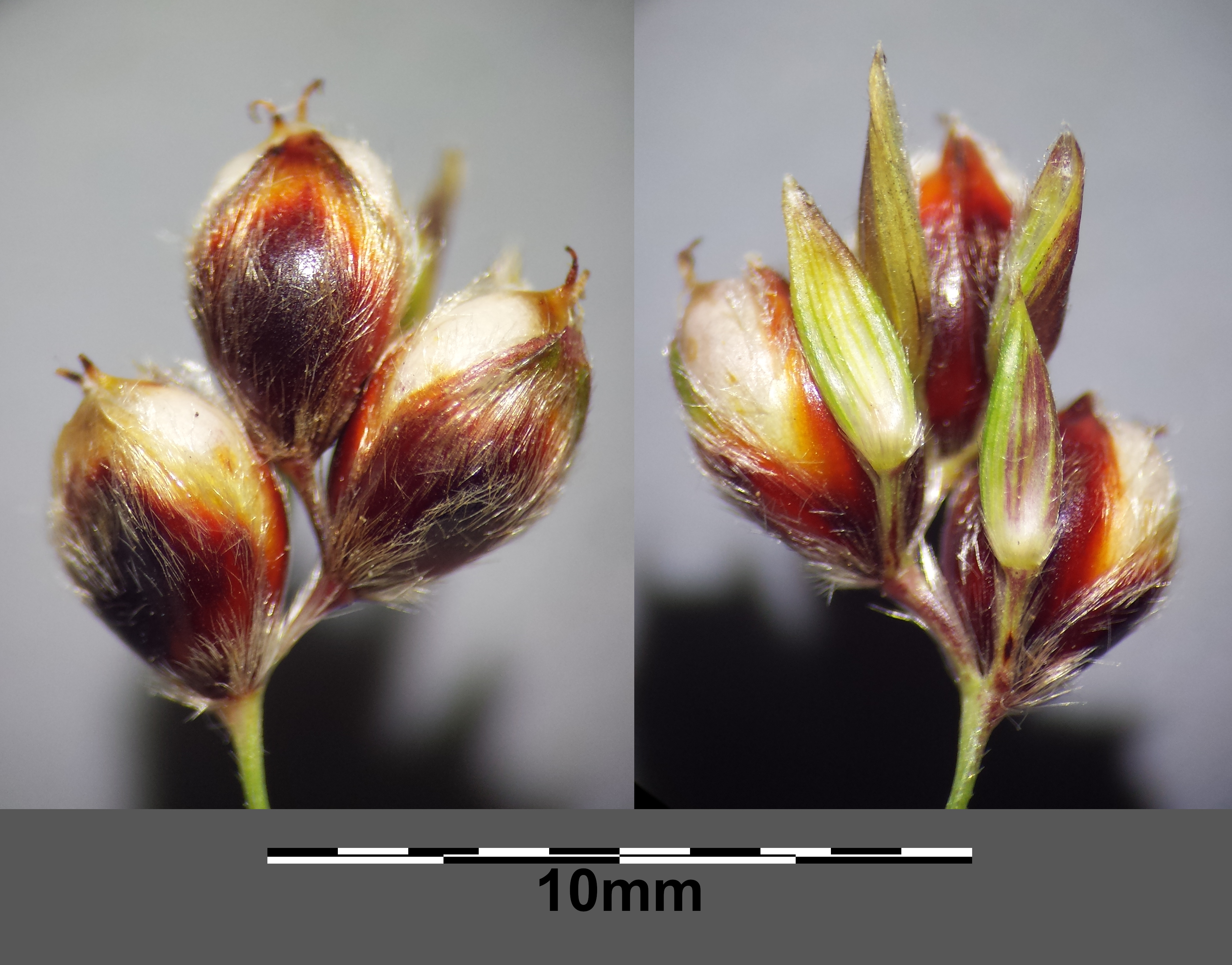
Гілка волоті з колосками

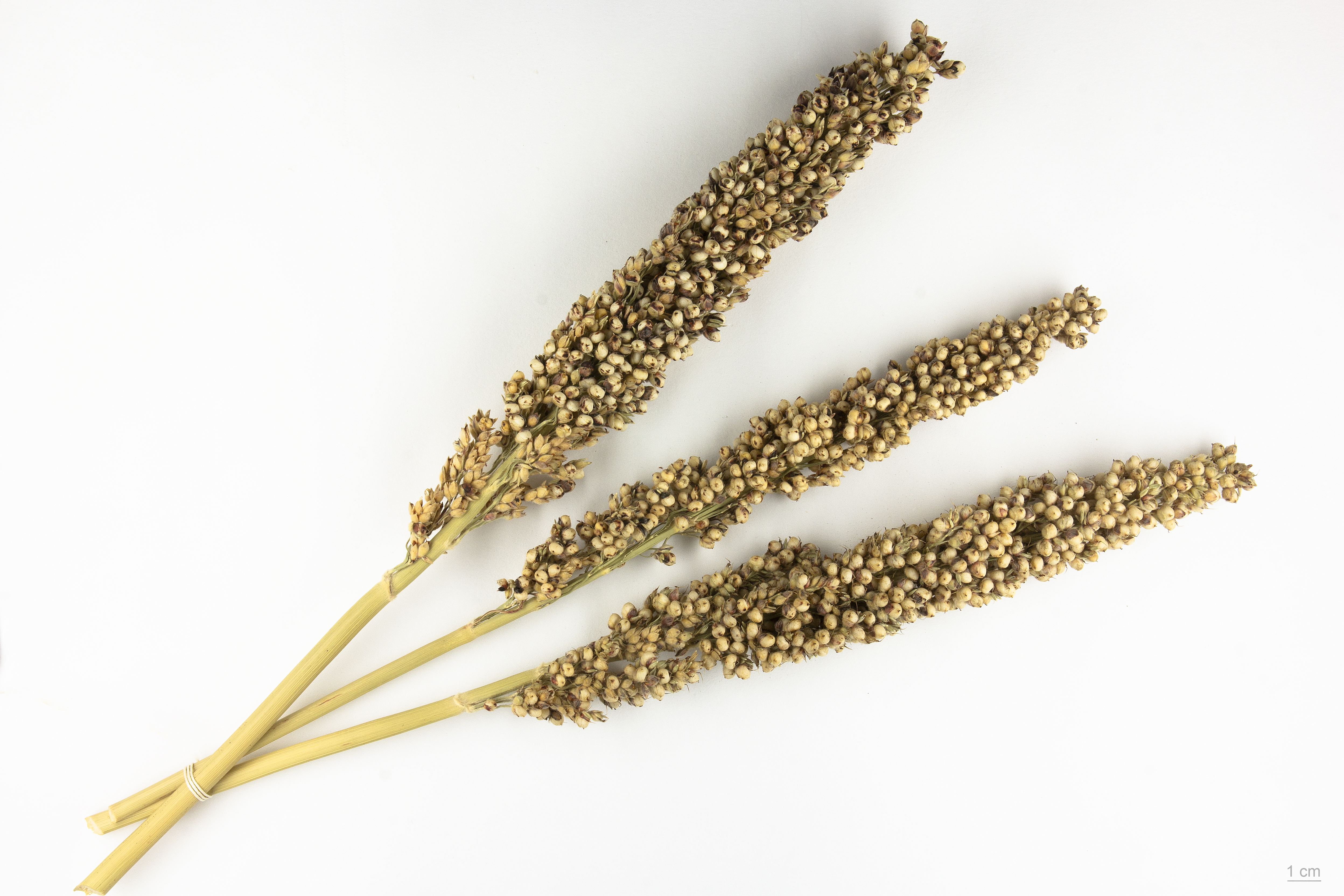
Sorghum bicolor Moderne — Тулузький музей

Провідними виробниками сорго у 2022 році були Нігерія (12 %), Судан (9 %), США (8 %) і Мексика (8 %). Його також успішно вирощують в Європі. Найважливішим виробником за площею посівів є Франція, за нею йдуть Італія, Іспанія та деякі південно-східні європейські країни з посівними площами в кілька тисяч гектарів. Сорго росте в широкому діапазоні температур, на великих висотах і токсичних ґрунтах, і може відновити ріст після деякої посухи. Оптимальний діапазон температур росту становить 12-34 °C, а вегетаційний період триває приблизно 115—140 днів. Може рости на широкому діапазоні ґрунтів, від важких глинистих до піщаних, з толерантністю до рН від 5,0 до 8,5. Вимагає орного поля, яке залишалося під паром щонайменше два роки або де в попередньому році відбулася сівозміна з бобовими культурами. Диверсифікована 2- або 4-річна сівозміна може підвищити врожайність сорго, додатково роблячи його більш стійким до несприятливих умов зростання. З точки зору потреб у поживних речовинах, сорго можна порівняти з іншими зерновими культурами за кількістю азоту, фосфору і калію, необхідних для росту.
Сорго має п'ять особливостей, які роблять його однією з найбільш посухостійких сільськогосподарських культур:
- Має дуже велике співвідношення площі кореневої поверхні до площі листкової поверхні.
- Під час посухи вона згортає листя, щоб зменшити втрату води через транспірацію.
- Якщо посуха продовжується, він переходить у стан спокою, а не гине.
- Листя вкрите восковою кутикулою.
- Він використовує вуглецеву фіксацію С4, таким чином використовуючи лише третину води, яку потребують рослини С3.

### Труднощі вирощування
Успішна боротьба з бур'янами є великою проблемою при вирощуванні сорго через його повільний ріст молодих рослин. Контроль можна здійснювати механічно, але робити це потрібно з обережністю, оскільки сорго має тонку і неглибоку кореневу систему

### Шкідники та хвороби
Пошкодження комахами є серйозною загрозою для рослин сорго. Понад 150 видів комах пошкоджують культурні рослини на різних стадіях розвитку, що призводить до значних втрат біомаси. Зерно сорго, що зберігається, атакують комахи-шкідники,  такі як малий зерновий жук. Сорго є носієм паразитичної рослини Striga hermonthica, пурпурової відьми; яка може знизити врожайність. Сорго вразливе до різноманітних рослинних патогенів. Грибок Colletotrichum sublineolum викликає антракноз. Токсичний грибок ріжків атакує зерно, ризикуючи завдати шкоди людям та худобі. Сорго виробляє хітинази як захисні сполуки проти грибкових захворювань. Трансгенез додаткових хітиназ підвищує стійкість культури до хвороб. 

### Збирання та обробка врожаю
У країнах, що розвиваються, урожай збирають переважно вручну. Волоть, що містить зерна, зрізають зі стебла, коли досягається відповідний вміст вологи 16-20 %. Зрілість насіння можна визначити за появою чорної плями на місці з'єднання між насіниною та рослиною. Обмолот можна проводити як вручну, так і механізовано. Перед зберіганням насіння необхідно довести його вологість до 10 %, оскільки вища вологість сприяє розвитку плісняви, а також проростанню насіння.

## Виробництво у світі
| Виробництво сорго – 2021                      | Виробництво сорго – 2021 |
| Країна                                        | (Мільйони тонн )         |
| --------------------------------------------- | ------------------------ |
| США                                           | 11.4                     |
| Індія                                         | 4.8                      |
| Ефіопія                                       | 4.4                      |
| Мексика                                       | 4.4                      |
| Аргентина                                     | 3.3                      |
| КНР                                           | 3.0                      |
| Світ                                          | 61,4                     |
| Джерело: ФАОСТАТ Організації Об'єднаних Націй |                          |

У 2021 році світове виробництво сорго становило 61 мільйон тонн, лідируючими з яких були Сполучені Штати з 19% від загального обсягу (таблиця). Також серед лідерів були Індія, Ефіопія та Мексика.

### Міжнародна торгівля
У 2013 році Китай почав закуповувати американське сорго як додатковий корм для худоби до кукурудзи, що вирощується в країні. Він імпортував його на суму близько 1 мільярда доларів на рік до квітня 2018 року, коли в рамках торговельної війни були введені відповідні тарифи.  До 2020 року тарифи були скасовані, а обсяги торгівлі зросли, після чого знову знизилися, оскільки Китай почав купувати сорго в інших країнах. Станом на 2020 рік Китай є найбільшим світовим імпортером сорго, імпортуючи більше, ніж всі інші країни разом узяті.  На Мексику також припадає 7% світового виробництва сорго.

## Культивування в Україні
Коли почали вирощувати сорго в Україні достеменно не відомо. Вважається, що приблизно у XVIII сторіччі сорго звичайне почало з'являтися на теренах України під назвою «турецьке просо». У 50-ті роки ХІХ століття форма сорго звичайного — сорго цукрове почала широко використовуватися для виробництва цукру. У XXI столітті сорго звичайне вирощують в Україні на кормові, технічні й продовольчі цілі.

## Використання
Вирощують як харчову й технічну культуру переважно в Африці, Азії, в Південній Європі та Північній Америці. Зерно переробляють на крупу, борошно, зелень — на корм худобі, солому використовують як паливо.

### Харчові продукти

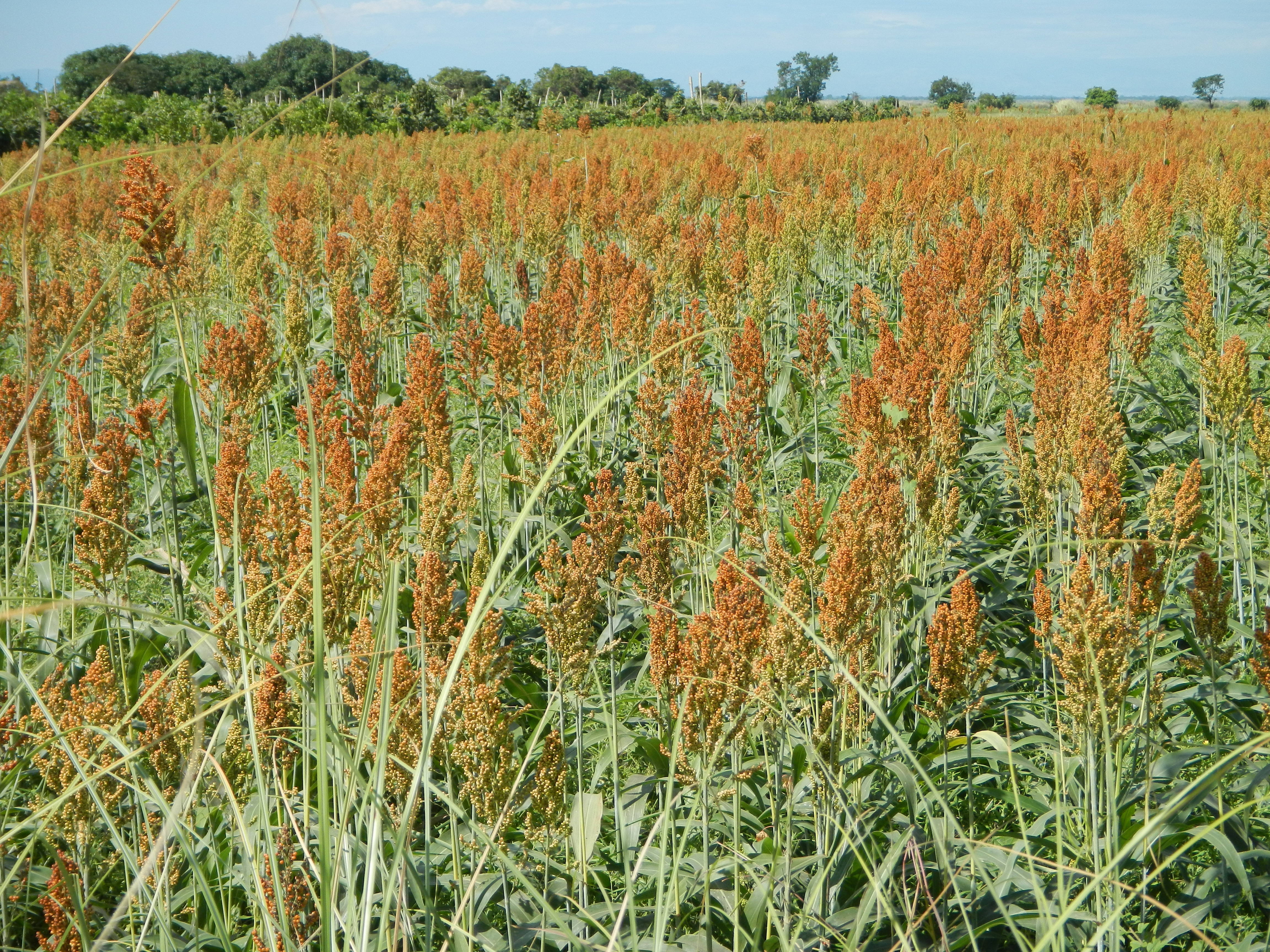
Поле сорго, Кабіао, Філіппіни

Зерно сорго, як і кукурудзяне, багате на вуглеводи та бідне на білки. Воно містить 70-75 % крохмалю, 12-13 % білка і 3,5 % жиру. Склад незамінних амінокислот у білку сорго зазвичай не збалансований: частка двох найцінніших амінокислот, лізину і метіоніну, у ньому варіює відповідно від 1,81 % до 2,49 % і від 1,22 % до 1,97 %. У зерні містяться також кальцій і невеликі кількості заліза, ніацину та вітаміну B1. При цьому зерно не містить клейковини (глютену). Поживність 1 кілограма зерна становить приблизно 1,3 кормової одиниці (1 кг силосу — 0,24 кормової одиниці).
У країнах, де сорго використовується в їжу, його зерно перемелюють на борошно, яке потім йде на виготовлення кускус, каш, коржів і пирогів. Борошно сорго в необробленому вигляді вирізняє сильний специфічний смак, який може бути пом'якшений при обробці. Також його можна підсмажити в гарячій олії, щоб приготувати попкорн, менший за кукурудзяний.
В Індії, де його зазвичай називають джварі, джовар, джола або джондхалаа, сорго є одним з основних джерел харчування в Раджастані, Пенджабі, Хар'яні, Уттар-Прадеше та у штатах на плато Декан у штатах Махараштра, Карнатака і Телангана. З цього зерна готують індійський хліб, який називається бхакрі, джовар роті або джолада роті. У Тунісі, де його зазвичай називають дро, традиційну кремову страву готують із мелених зерен сорго, молока та цукру. Ця страва є основним продуктом сніданку в зимові місяці. У Центральній Америці з сорго іноді готують коржі. Хоча кукурудза є кращим зерном для приготування коржів, сорго широко використовується і добре прийняте в Гондурасі. Для приготування коржів краще біле сорго.
Оскільки сорго не містить глютену, його можна використовувати в безглютенових дієтах.
Сорго використовується також при виробництві харчової олії, крохмалю і цукру.

### Алкогольний напій
Сорго також використовують для виготовлення алкогольних напоїв.
У Південній Африці характерно кисле пиво мальва виготовляють із сорго або проса. Процес включає заквашування розтертого зерна молочнокислими бактеріями, а потім бродіння дикими дріжджами, які були на зерні. Червоне сорго надає пиву рожево-коричневого кольору.
У Китаї та Тайвані сорго є одним з основних інгредієнтів лікеру Каолянг, різновиду безбарвного дистильованого алкогольного напою байцзю.
У деяких країнах, включаючи США, стебла солодких сортів сорго подрібнюють у соковижималці для отримання солодкого соку, схожого на мелясу. Сік продається у вигляді сиропу та використовується як сировина для виробництва біопалива.

### Біологічний етанол
Сорго можна використовувати для виробництва паливного етанолу як альтернативу кукурудзі. Енергетичне співвідношення для виробництва етанолу подібне до співвідношення дляцукрової тростини та набагато вище, ніж для кукурудзи. Екстраговані вуглеводи легко ферментуються в етанол завдяки простій структурі цукру. Залишки містять достатньо енергії, щоб забезпечити енергією підприємства з переробки етанолу, які використовуються для виробництва пального. Станом на 2018 рік виробничі витрати (включно з ціною продукції, витратами на транспортування та переробку) є конкурентоспроможними з кукурудзою, тоді як сорго має меншу потребу в азотних добривах, ніж кукурудза. Щоб перетворити його на паливний етанол, сік сорго концентрують у сироп для тривалого зберігання, а потім зброджують у процесі періодичної ферментації.
В Австралії, Південній Америці та Сполучених Штатах зростає кількість заводів з виробництва етанолу.

### Інші способи використання
Сорго — універсальна кормова культура, у тваринництві використовують зерно, силос, зелену масу, сіно і сінаж. У США і Південній Африці в корм худобі йдуть стебла цукрового сорго. Стебла використовуються також як будівельний матеріал. Солома йде на виготовлення плетених виробів, віників і паперу.
У Нігерії подрібнені червоне листя сорго використовувалися для фарбування шкіри, тоді як в Алжирі сорго використовувалося для фарбування вовни.
В Індії стебла волоті використовуються як щетина для мітлів.
Насіння сорго і багаса здатні виробляти молочну кислоту шляхом ферментації, яка може бути використана для виготовлення полімолочної кислоти, біорозкладної термопластичної смоли.

## У культурі
«Червоне сорго» (红高粱, Хун Гао Лян) — китайський фільм 1987 року режисера Чжана Їмоу, знятий за мотивами двох романів лауреата Нобелівської премії Мо Янь «Червоне сорго» та «Соргове вино». У сюжеті обох творів сорго відіграє важливу роль як ландшафт (соргові поля), так і тому, що чоловік головної героїні володіє сорговим винокурним заводом. Виробництво вина із сорго є важливим як у цих творах, так і в китайській культурі.

## Галерея

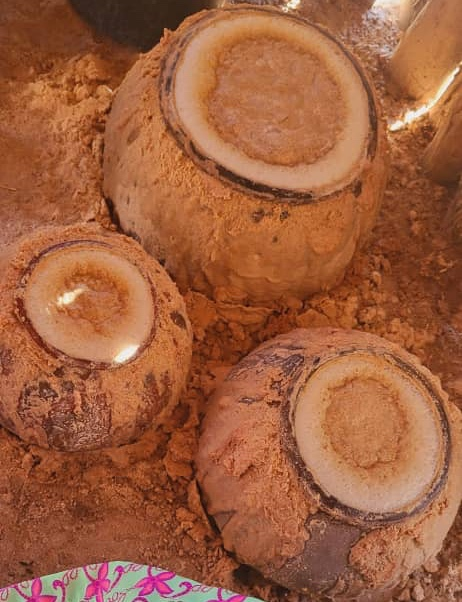
Соргове пиво, Omalovu giilya, бродіння в гарбузах, Намібія
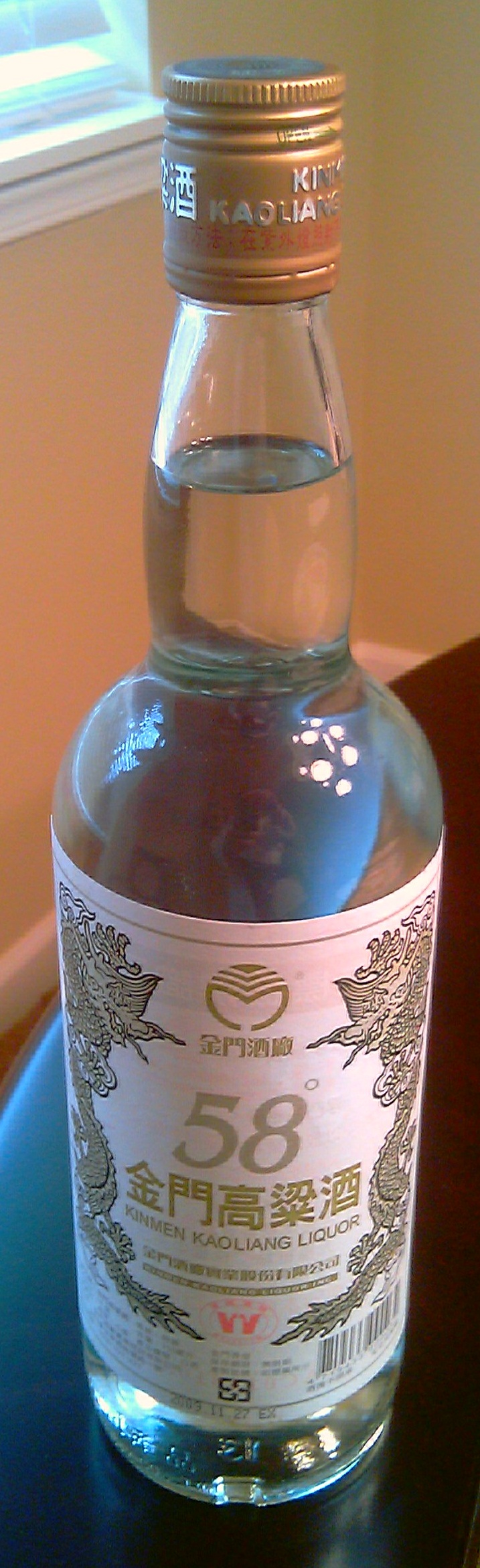
Пляшка лікеру Каолянг
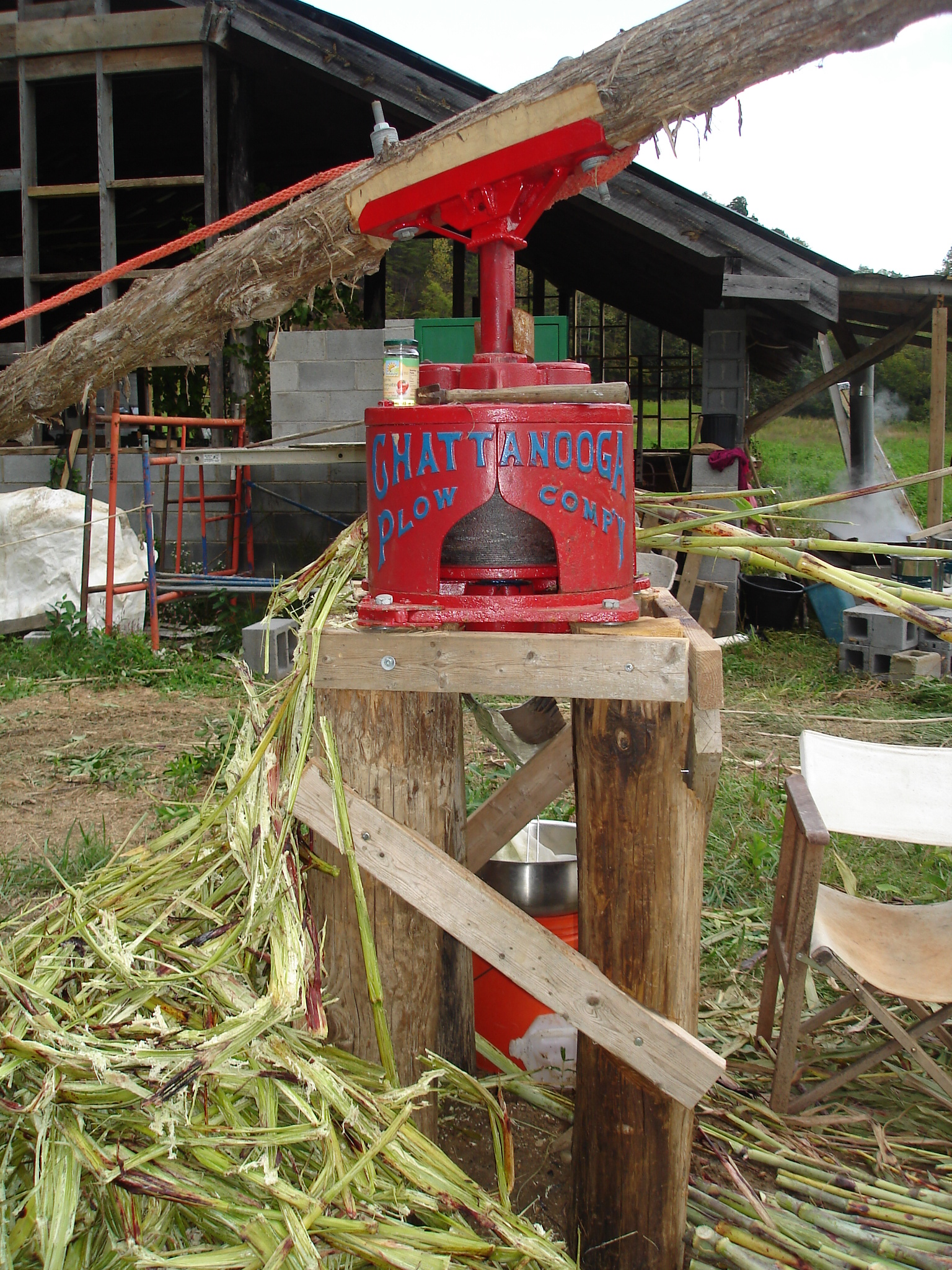
Соковижималка для сорго, що приводиться в дію кіньми, в Північній Кароліні
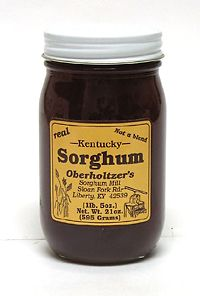
Банка сиропу солодкого сорго
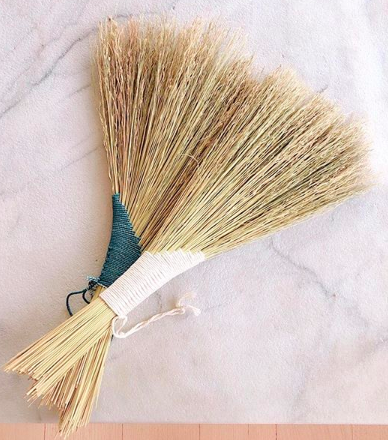
Віники з волоті

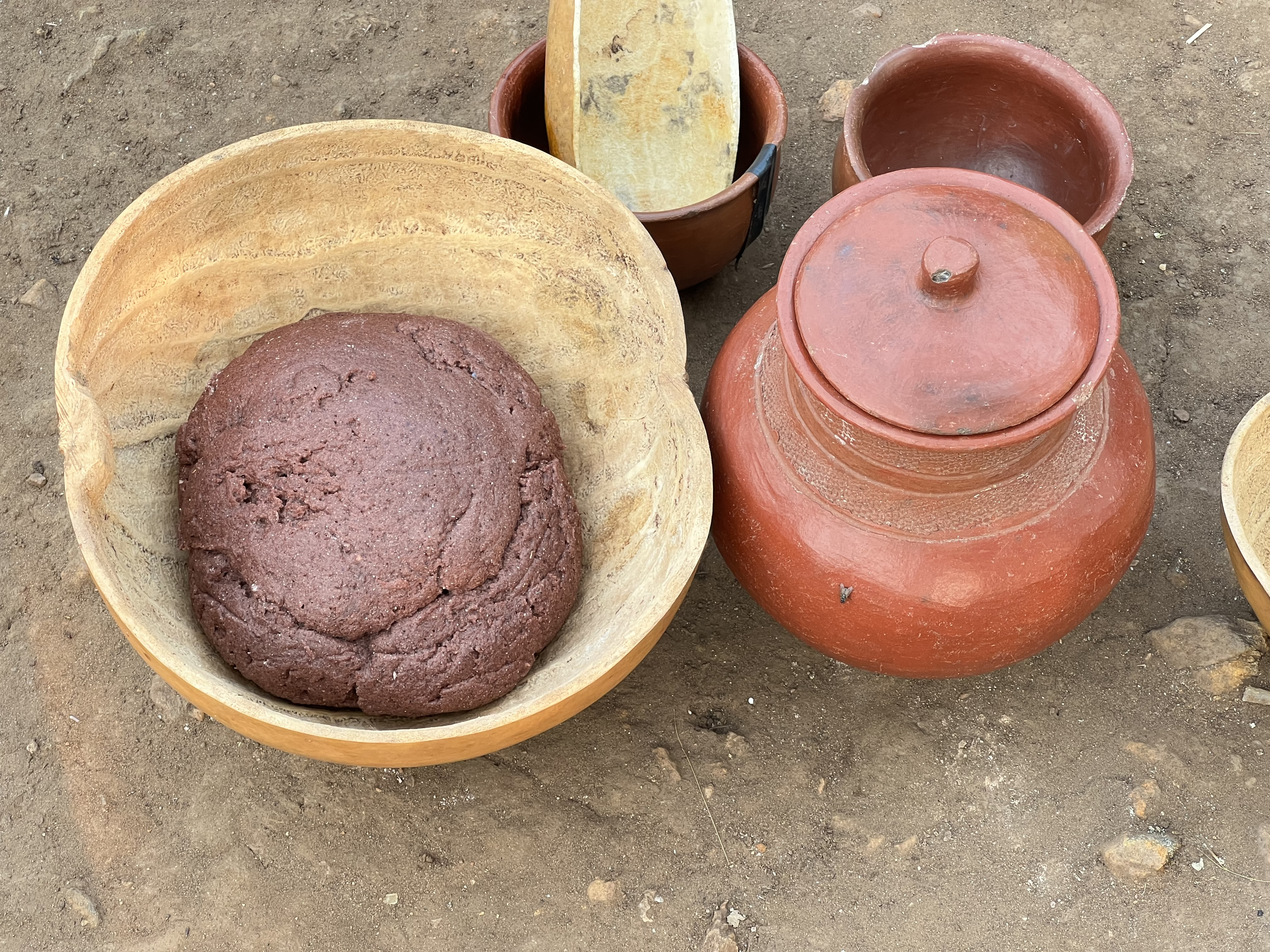
Тісто з сорго в гарбузовій мисці народу дідінга з Південного Судану
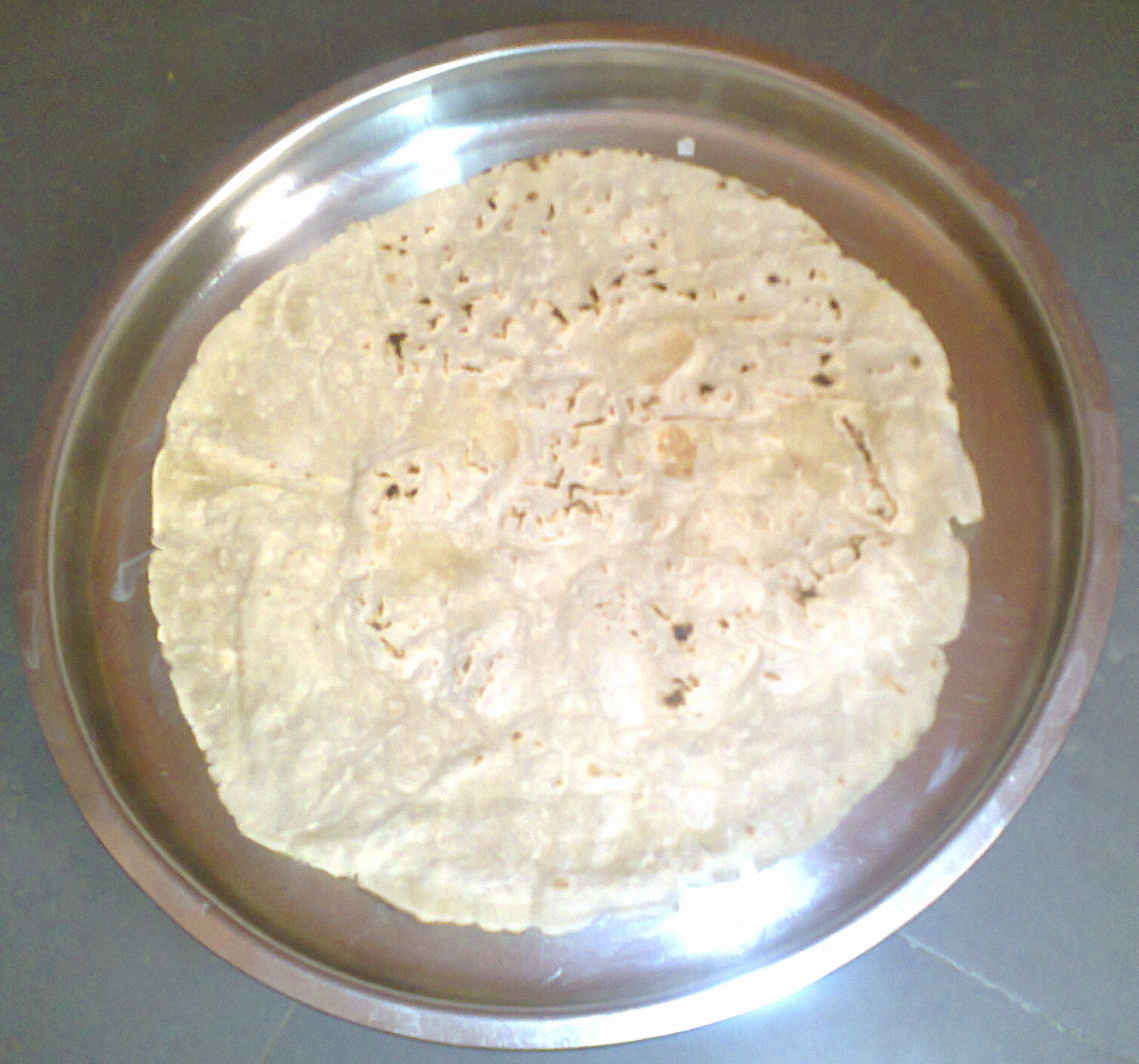
Плоский хліб 'Джохада роті, Карнатака, Індія
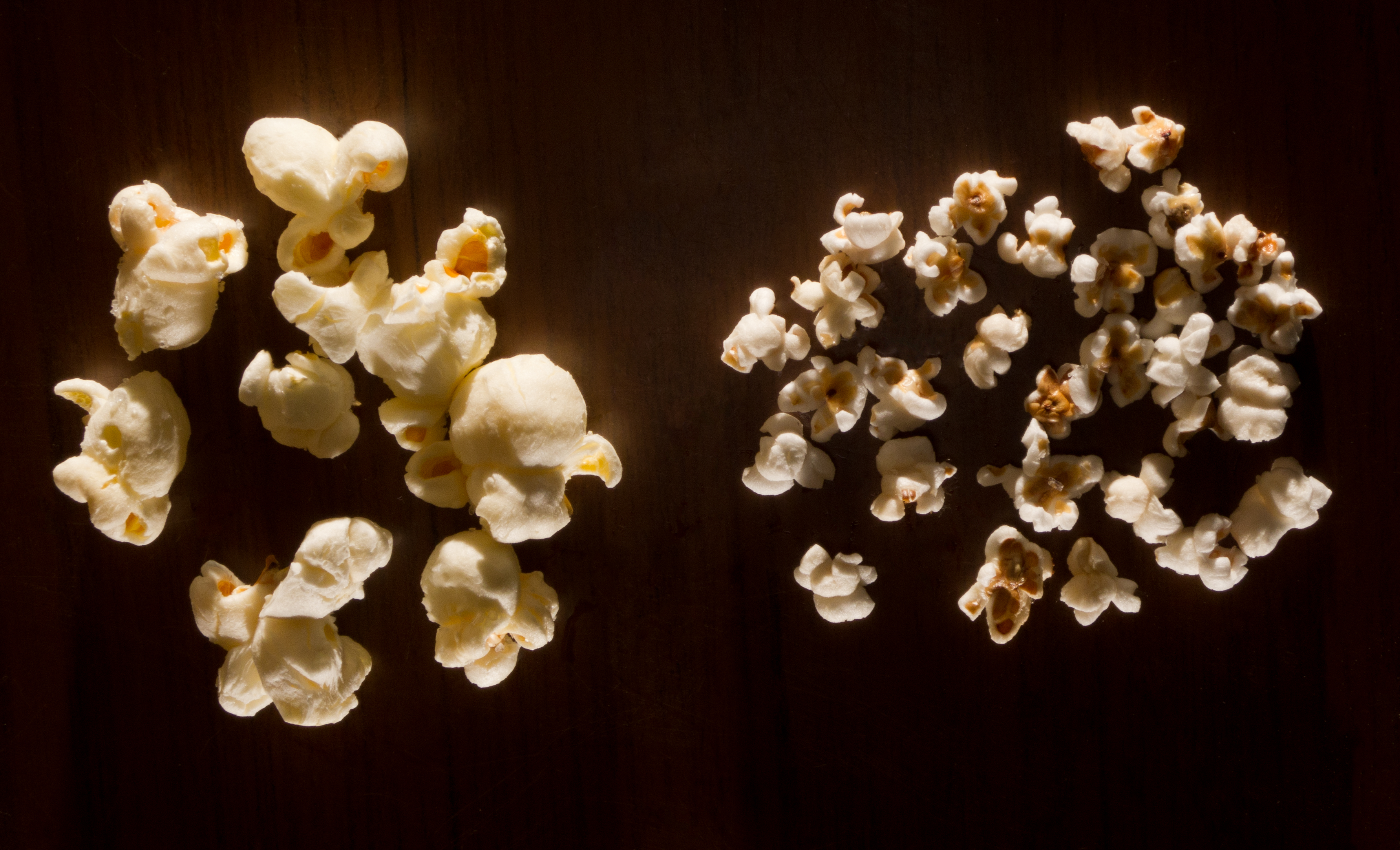
Кукурудзяний попкорн та сорго
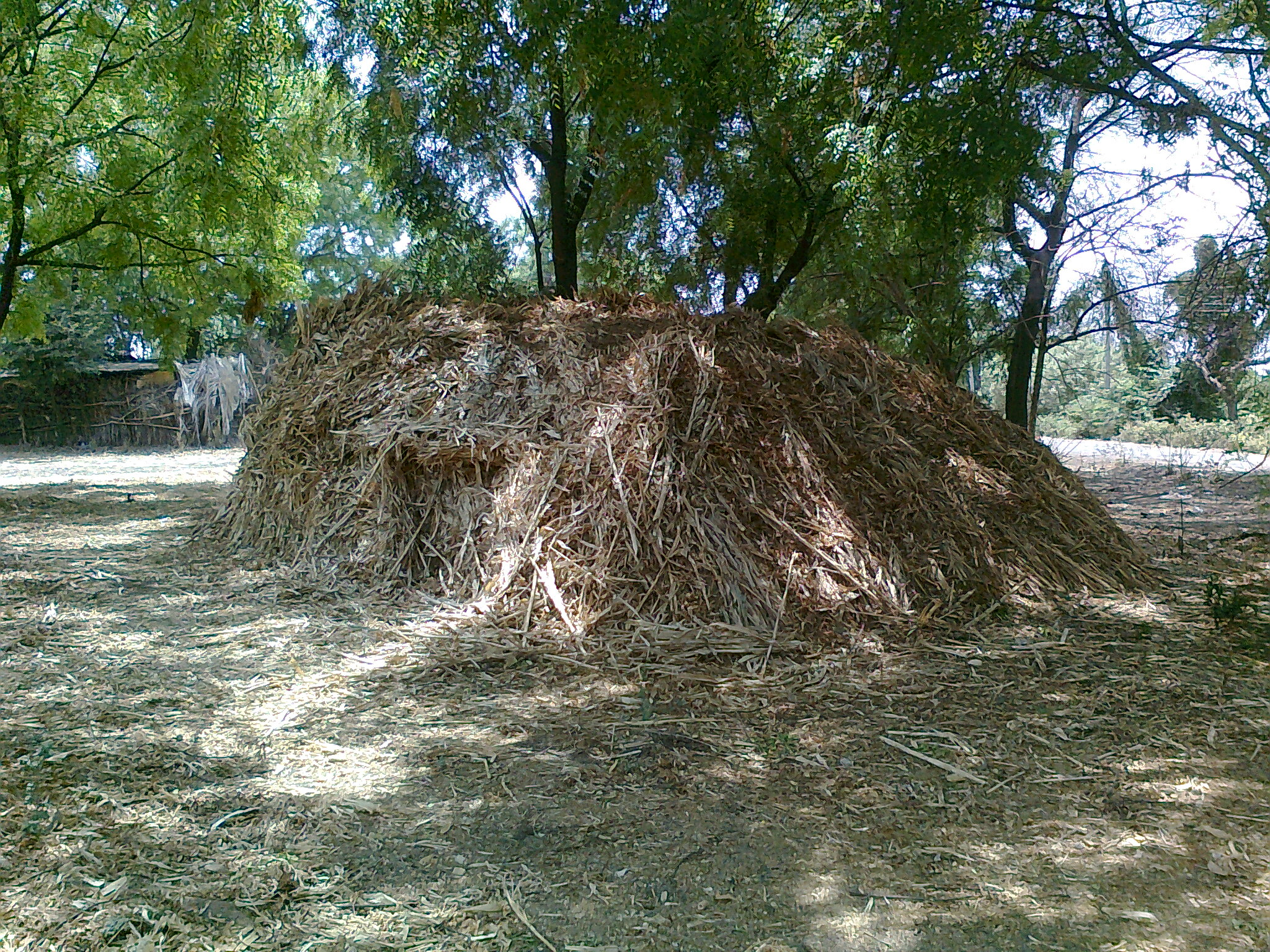
Сорго кормове, Махараштра, Індія